# Apolemichthys guezei
Apolemichthys guezei is een  straalvinnige vissensoort uit de familie van engel- of keizersvissen (Pomacanthidae). De wetenschappelijke naam van de soort is voor het eerst geldig gepubliceerd in 1978 door Randall & Maugé.
De soort staat op de Rode Lijst van de IUCN als Onzeker, beoordelingsjaar 2009.